# Get Heavy
Get Heavy je oficiálně první vydané CD skupinou Lordi. Bylo vydané na Halloweena 2002. Už v roce 2003 bylo platinové, v roce 2006 multi-platinové a ještě v roce 2002 bylo oceněno cenou Emma-Award za nejlepší Hard Rock/Heavy metalové album roku 2002. Z tohoto alba pochází i první videoklip, kterým byla skladba Would you Love the Monsterman. Právě album a videoklip byly dvě poslední tvorby basového kytaristy Magnuma, kterého vystřídal Kalma. I když album ještě nahrál Magnum, jako autor byl už zapsán Kalma. Už po tomto albu se zdálo, že z Lordi se časem stane velká hvězda.

## Interpreti
1. Mr. Lordi – Zpěv
2. Amen – Elektrická kytara
3. Kalma – Basová kytara
4. Enary – Klávesy
5. Kita – Bicí

## Tracklist
1. Scarctic Circle Gathering – 01:02
2. Get Heavy – 03:00
3. Devil Is A Loser – 03:29
4. Rock The Hell Outta You – 03:07
5. Would You Love A Monsterman? – 03:04
6. Icon Of Dominance – 04:35
7. Not The Nicest Guy – 03:12
8. Hellbender Turbulence – 02:46
9. Biomechanic Man – 03:22
10. Last Kiss Goodbye – 03:08
11. Dynamite Tonite – 03:14
12. Monster Monster – 03:23
13. 13. – 01:08